# Joseph Duveen

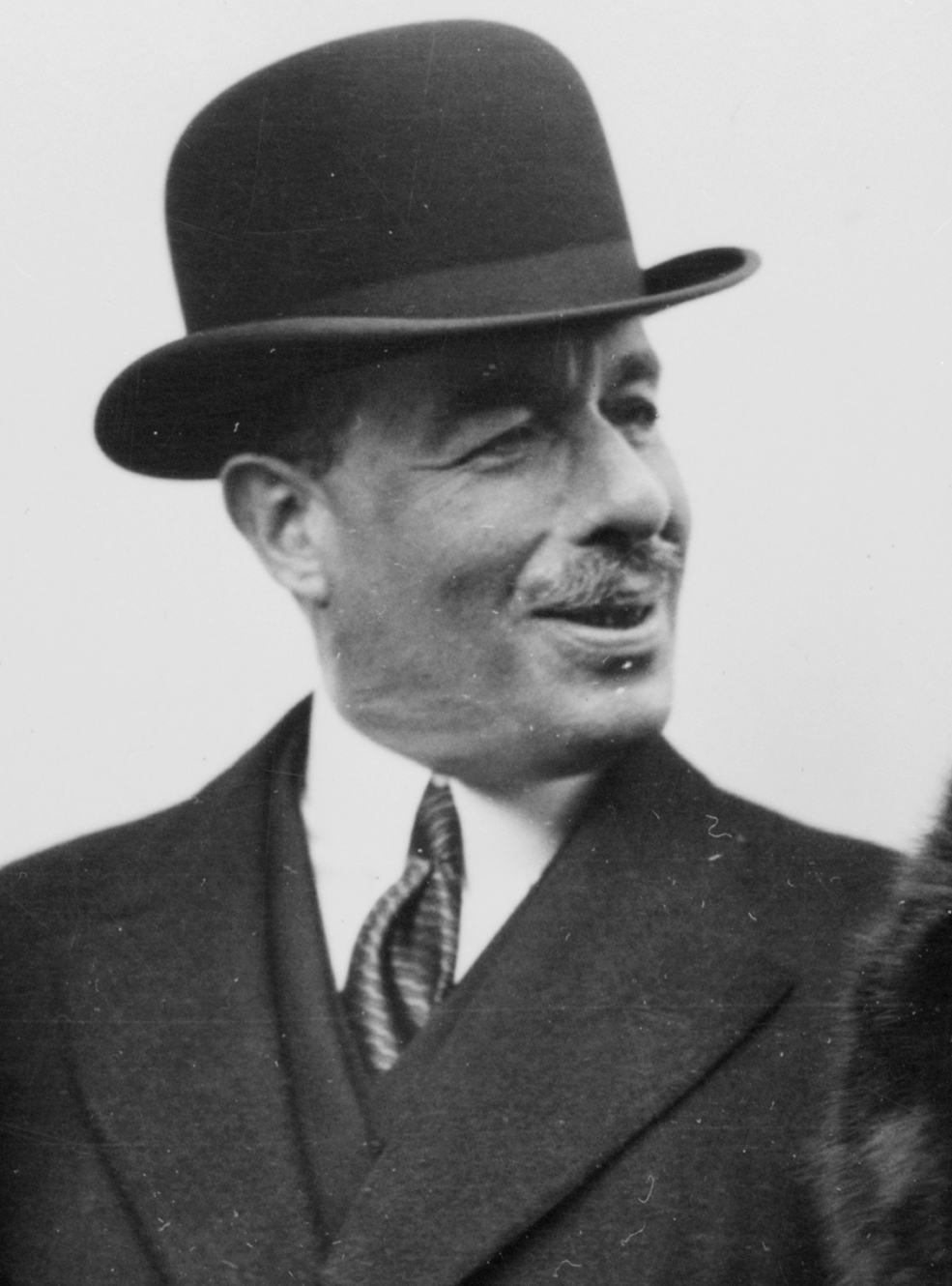
Joseph Duveen på 1920-talet.

Joseph Duveen, 1:e baron Duveen, född 14 oktober 1869, död 25 maj 1939, var en brittisk konsthandlare.
Duveen var ägare av Duveen Brothers, en av världskonstmarknadens största firmor med kontor i London, Paris och New York, specialiserad på gamla mästare. Duveen har även framträtt som mecenat.
Han bidrog bl.a. till de omfattande inköp av äldre europeisk konst, som gjordes av de stora amerikanska samlarna, konst som senare donerats till amerikanska museer.